# Élie de Joncourt
Élie de Joncourt est un écrivain français né à La Haye le 10 septembre 1697 et mort dans la même ville en 1765. Il était pasteur protestant et professeur de philosophie à Bois-le-Duc.

## Œuvres
Il prit part à la rédaction du Journal de la République des Lettres publié à Leyde, et à la Bibliothèque des Sciences et des Arts, publiée à La Haye, et donna un grand nombre de traductions du latin et de l'anglais, entre autres : Éléments de philosophie de S'Gravesande, Leyde, 1746; Éléments de la philosophie newtonienne de Pemberton, 1755; Dialogues des morts de Lyttleton, 1760.
On aussi de lui Traité sur la nature et les principaux usages de la plus simple espèce des nombres trigonaux (La Haye, 1762, in-4°).

## Sources
- Grand dictionnaire universel du XIXe siècle

Cet article comprend des extraits du Dictionnaire Bouillet. Il est possible de supprimer cette indication, si le texte reflète le savoir actuel sur ce thème, si les sources sont citées, s'il satisfait aux exigences linguistiques actuelles et s'il ne contient pas de propos qui vont à l'encontre des règles de neutralité de Wikipédia.